# Sankt Markus kyrka, Aalborg

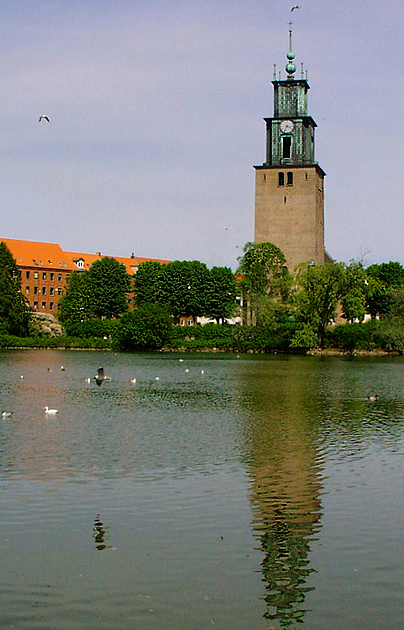
Sankt Markus kyrka

Sankt Markus kyrka är en kyrka i Sankt Markus Sogn i Aalborgs kommun, byggd 1933.
Den 20 januari 2008 firade Sankt Markus kyrka sitt 75-årsjubileum och med anledning av detta utgavs en särskild jubileumskrönika om Sankt Markus kyrka.

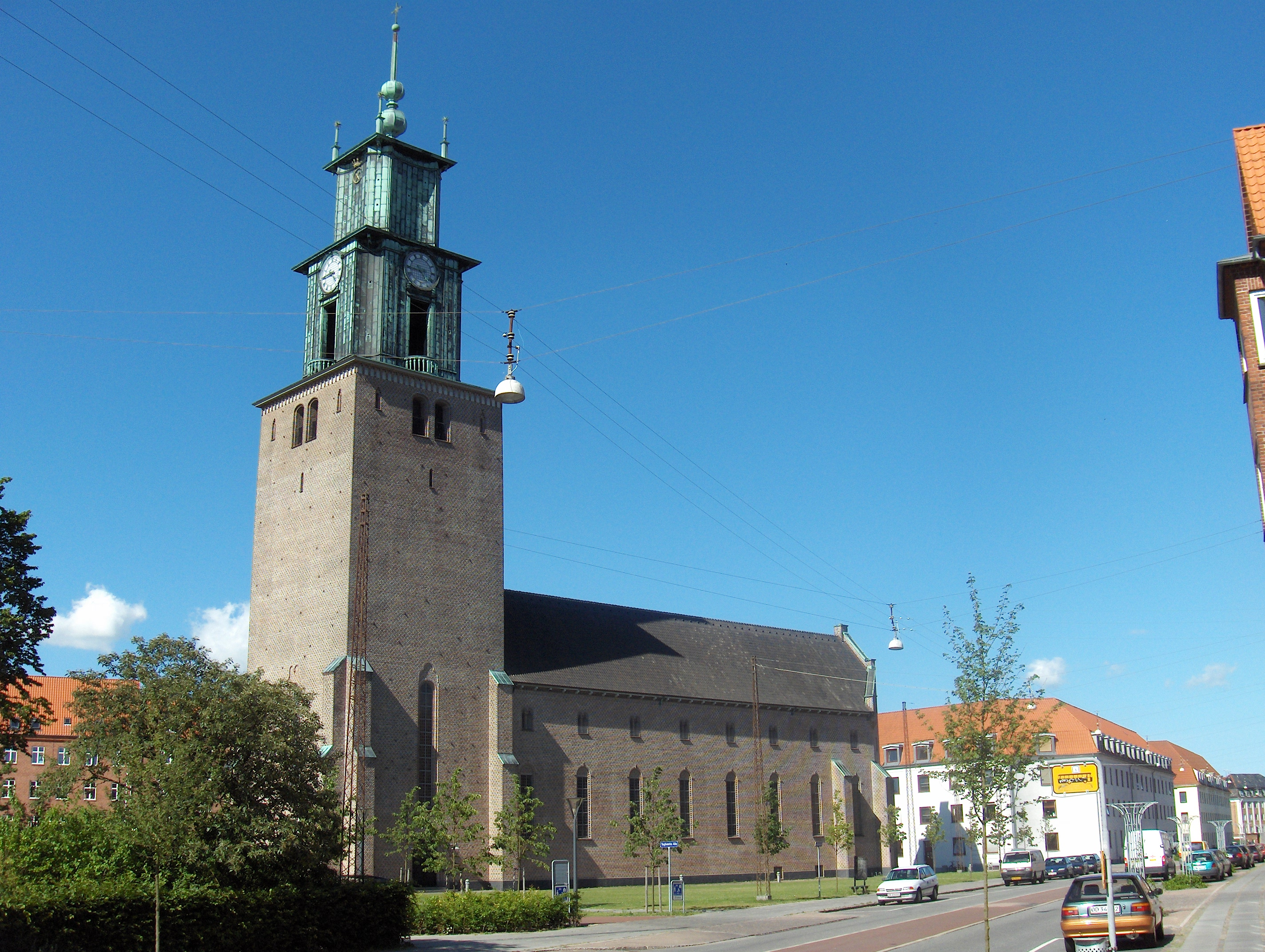
Sankt Markus kyrka i Aalborg

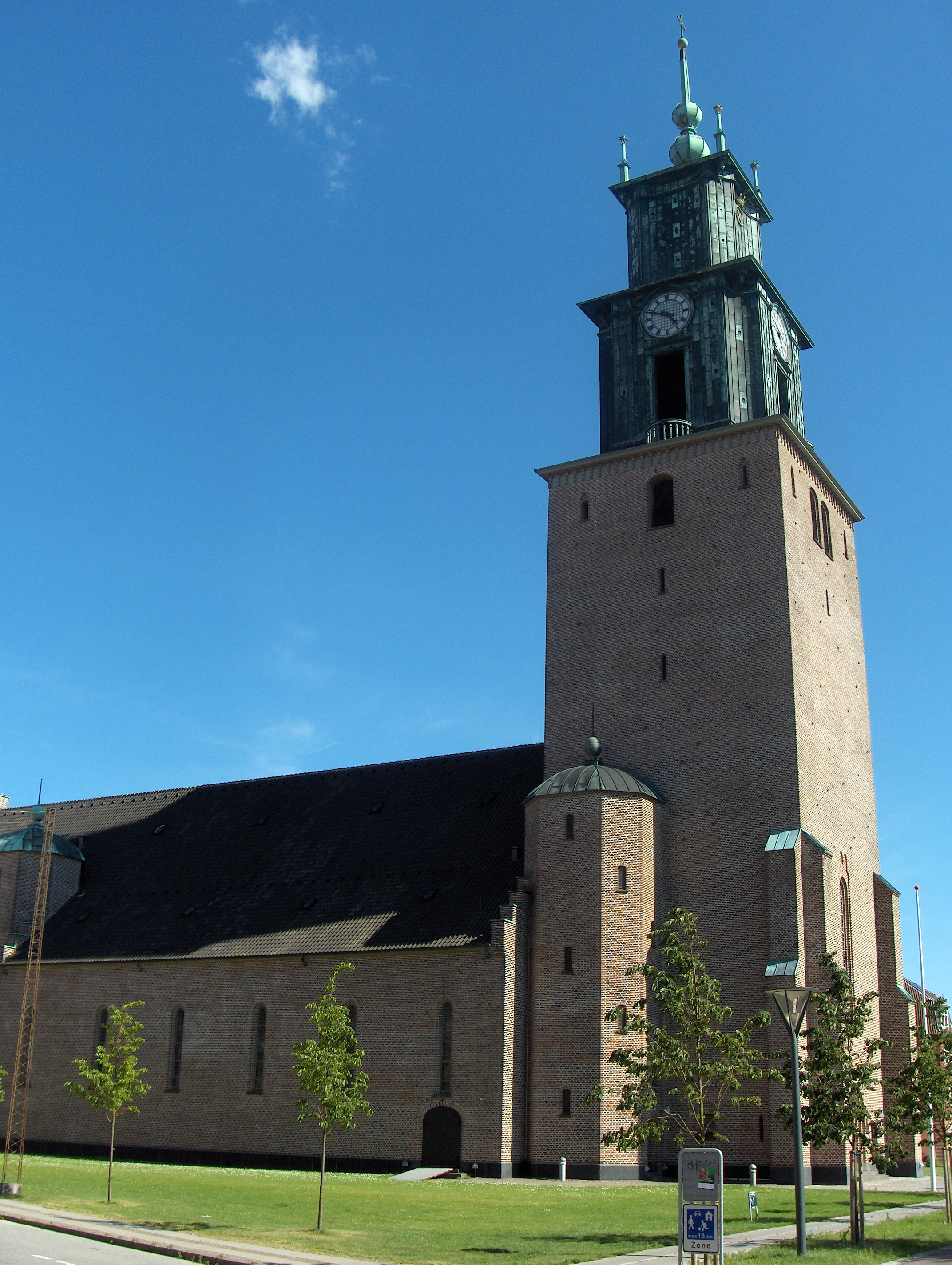
Sankt Markus kyrka i Aalborg